# Christer Karlsson
Christer Karlsson ist ein ehemaliger schwedischer Skispringer.
Karlsson startete ab 1972 jährlich bei der Vierschanzentournee. Dabei blieb er jedoch bis 1980 erfolglos. Am 30. Dezember 1979 gab er mit dem Auftaktspringen zur Vierschanzentournee 1979/80 sein Debüt im Skisprung-Weltcup. Zum Weltcup-Kader gehörte er, da er kurz zuvor die Schwedische Meisterschaft auf der Normalschanze gewinnen konnte. Im Skisprung-Weltcup blieb er jedoch weitgehend erfolglos. Seine besten Platzierungen waren zwei 13. Plätze in Saint-Nizier. Am Ende der Saison stand er mit 10 gewonnenen Weltcup-Punkten auf dem 70. Rang der Weltcup-Gesamtwertung. Nach der Saison zog er sich aus dem internationalen Skisprunggeschäft zurück, konnte jedoch auf nationaler Ebene 1980 noch einmal die Goldmedaille bei den Meisterschaften von der Normalschanze gewinnen. Im Anschluss daran beendete er seine aktive Skisprungkarriere.

## Erfolge

### Weltcup-Platzierungen
| Saison  | Platz | Punkte |
| ------- | ----- | ------ |
| 1979/80 | 69.   | 10     |